# Gate Tower Building

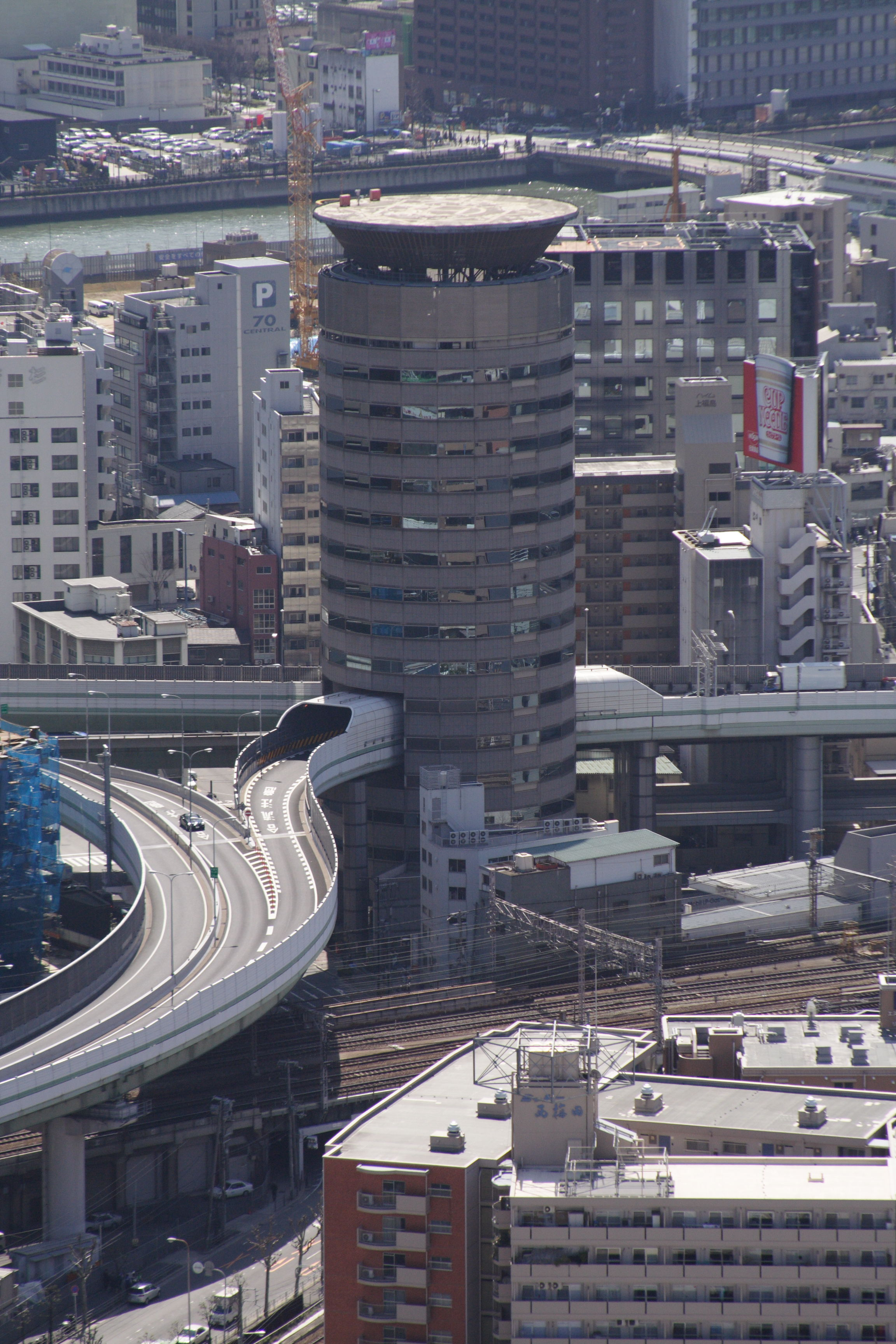
Das Gate Tower Building

Das Gate Tower Building (ゲートタワービル Gēto tawā biru) ist ein 71,9 m hohes Bürogebäude im Bezirk Fukushima von Osaka, Japan. Seine Besonderheit ist, dass eine Straße durch das Gebäude führt.

## Das Gebäude

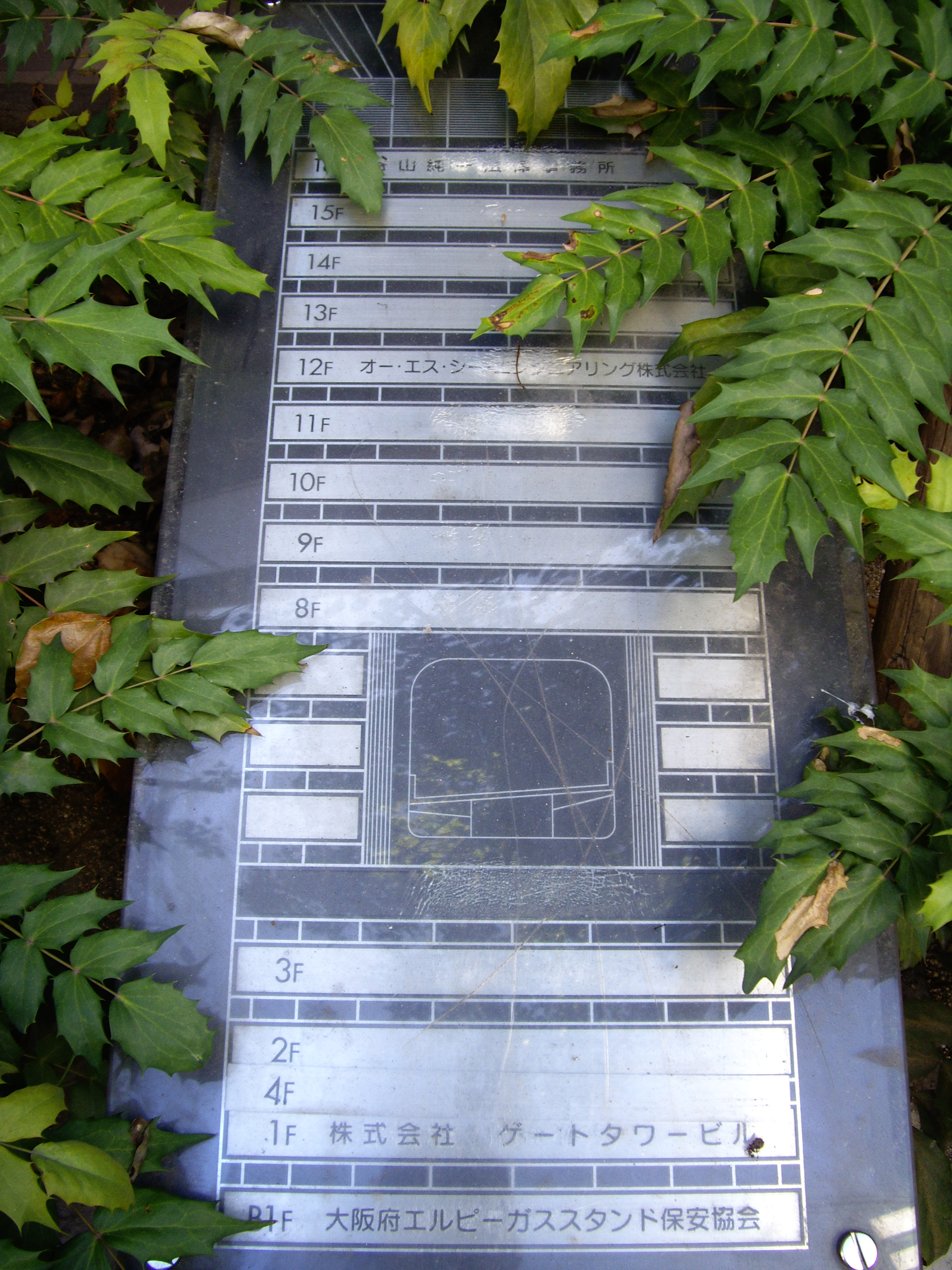
Schematische Darstellung des Gebäudes

Das 1992 fertiggestellte Gebäude Nummer 5-4-21 steht in Osakas Stadtteil Fukushima. Seine Konstruktion besteht aus Faserbeton mit Stahlträgern und hat zwei Gebäudekerne. Der Grundriss ist kreisförmig mit 760 m² Fläche, die Gesamtfläche von 7.956 m² ist auf 16 Etagen verteilt mit zusätzlich zwei Kellergeschossen und einem Maschinenraum auf dem Dach für die Aufzugstechnik. Das Dach hat einen Hubschrauberlandeplatz.
Die Anschlussstelle Umeda der Ikeda-Route (Nr. 11) des Hanshin-Autobahnnetzes verläuft zwischen den Etagen 5 bis 7 durch das Gebäude. Der Autobahnbetreiber ist der Mieter dieser Etagen und bezahlt dafür umgerechnet rund 15.000 Euro im Monat. Der Aufzug fährt durch diese drei Etagen ohne Halt, im Aufzug folgt der Etage 4 die Etage 8. In den Stockwerken, durch die die Autobahn führt, befinden sich Aufzugschächte, Treppen und Haustechnik. Die Autobahn berührt das Gebäude nicht, sie führt als Brücke durch das Gebäude, Brückenpfeiler stehen neben dem Gebäude. Es gibt eine Leiter für Notfälle. Die Autobahn ist auf Höhe des Gebäudes mehrschichtig schalldämmend ummantelt. Das Gebäude ist teilweise mit 9 mm starken Schallschutzfenstern ausgestattet.
Die Architekten waren Azusa Sekkei und Yamamoto-Nishihara Kenchiku Sekkei Jimushō, die Satō Kōgyō Co. Ltd. führte die Bauarbeiten durch.

## Geschichte
Seit der frühen Meiji-Zeit gehörte dieses 2353 m² große Grundstück einer Brennholz- und Kohlehandlung, aber die allmähliche Umstellung der Brennstoffe führte zum Verfall der Firmengebäude. 1983 wurde die Sanierung des Areals genehmigt, aber die Baugenehmigungen wurden abgelehnt, weil die Autobahn bereits geplant war. Die Grundstückseigentümer weigerten sich aufzugeben und verhandelten mit der Hanshin Expressway Corporation rund fünf Jahre, um sich auf diese Lösung zu einigen.

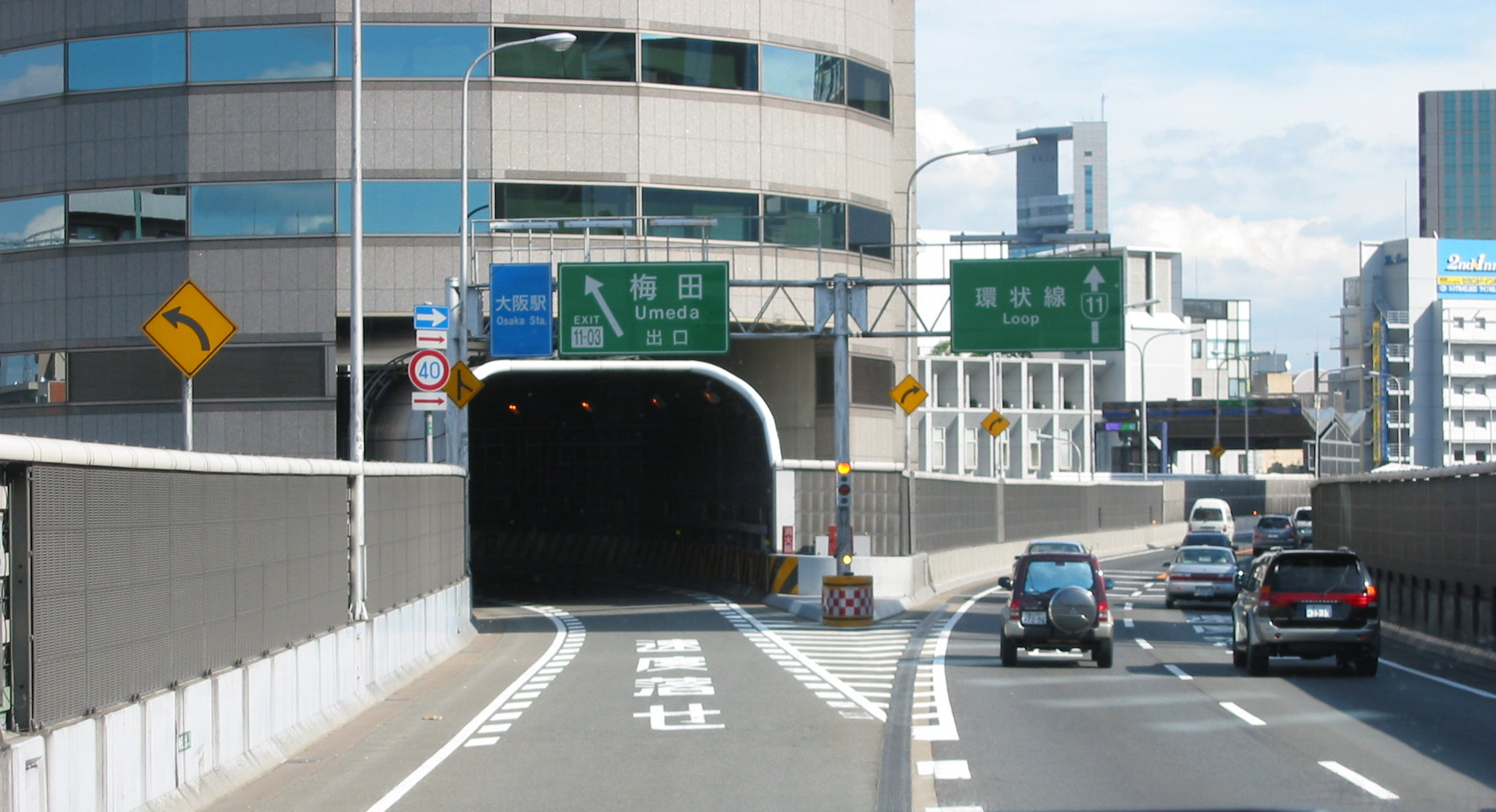
Die Ausfahrt Umeda

Normalerweise kaufen japanische Autobahnbetreiber das Land auf, über dem sie eine Autobahn bauen. Es war nicht garantiert, dass diese Interessen vor Gericht Erfolg hatten. Aus diesem Grund wurden im Jahr 1989 Japans Autobahn-, Stadtplanungs-, Sanierungsgesetze und Bauordnungen in Teilen revidiert, um eine einheitliche Entwicklung von Autobahnen und Gebäuden im selben Raum zu ermöglichen. Gedacht war das Gesetz, um den Bau des zweiten Straßenrings am Tokioer Geschäftsviertel Toranomon im Stadtteil Minato zu ermöglichen, wurde aber letztlich nicht angewendet. Stattdessen wurde es beim Bau des Gate Tower Building in Kraft gesetzt und legte damit die rechtliche Grundlage zu Japans erstem Gebäude, das eine Autobahn ‚beherbergt‘.

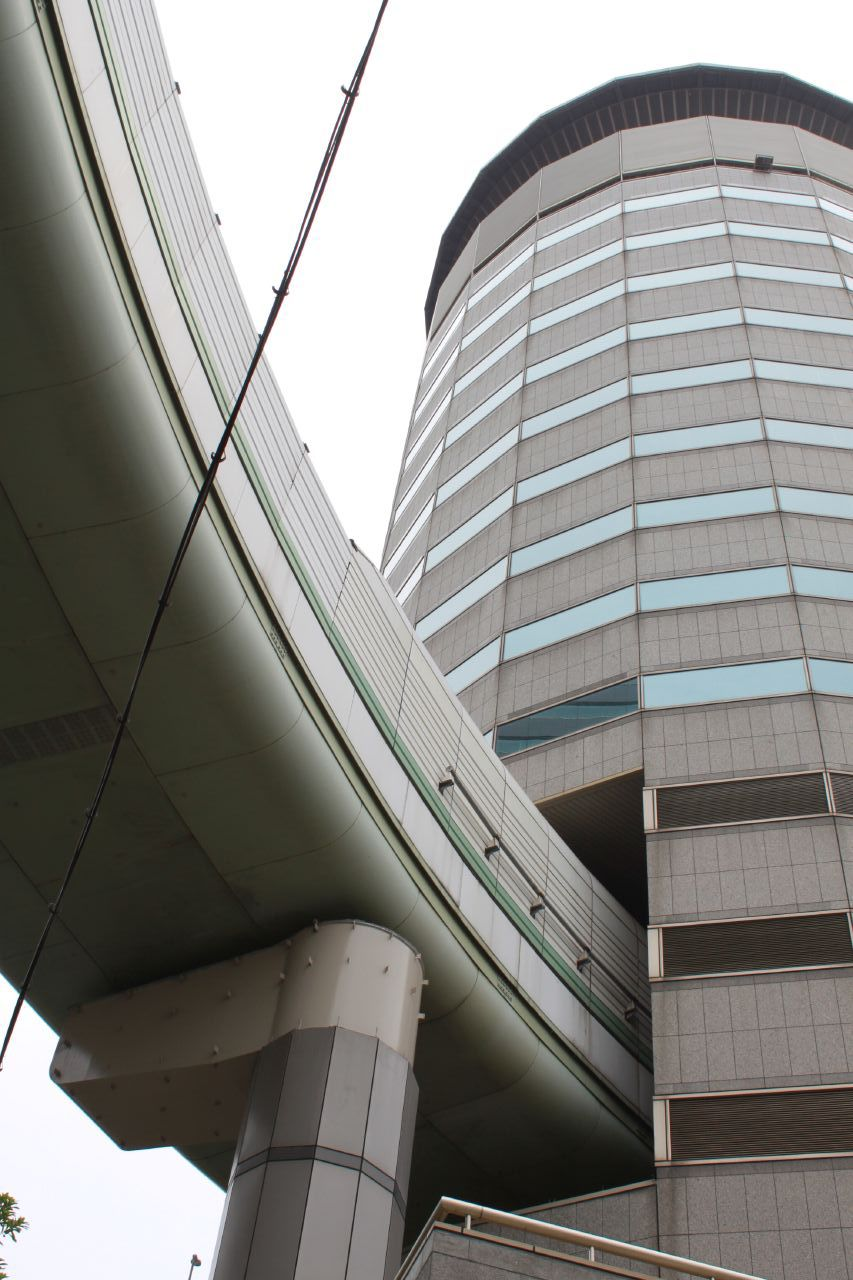
Die Schalldämmung um die Autobahnausfahrt

## Rundfunkberichte
- Martin Hackl, Marco Witt, Simon Bethke und Martina Beils: Verkehrsplanung: Durch dieses Hochhaus führt eine Autobahn, ProSieben – Galileo, Reihe: Lunch Break, Folge 397, Staffel 2016 vom 28. Dezember 2016 (YouTube)